# Bobule (film)
Bobule je česká filmová komedie z roku 2008. Hlavní roli ve filmu ztvárnili Kryštof Hádek a Tereza Voříšková, ve vedlejších rolích se objevili např. Lubomír Lipský, Ctirad Götz či Robert Jašków. Režisérem filmu se stal Tomáš Bařina. Scénář napsal Rudolf Merkner. Hlavní postava filmu je mírně inspirována mystifikátorem a podvodníkem Lukášem Kohoutem. V roce 2009 na tento film pak navázalo jeho volné pokračování s názvem 2Bobule.
Film byl z velké části natáčen na jižní Moravě v okolí Pálavy a vodní nádrže Nové Mlýny.

## Děj
Děj se odehrává zpočátku v Praze, většinou však na jižní Moravě. Hlavní postavou filmu je mladý muž z Prahy Honza (Kryštof Hádek), který si se svým kamarádem Jirkou (Lukáš Langmajer) vydělává na živobytí různými menšími i většími podvody, převážně neoprávněným prodejem bytů. Když po obou kamarádech začne prahnout policie, rozhodnou se uchýlit na jižní Moravu do domu Honzova dědečka (Lubomír Lipský) – vinaře. Dědečkovi a svému bratranci Honza podvodem sežene letenku do Argentiny, kam se jeho dědeček už dlouho chtěl podívat.
Po dědečkově odjezdu zbude na Honzu a Jirku starost o celé vinařství. Jejich nezkušenosti se snaží využít vypočítavý soused (Miroslav Táborský). S přispěním dalšího souseda (Václav Postránecký) a zejména jeho dcery Kláry (Tereza Voříšková) se však Honzovi podaří osud vinařství zachránit před zkázou. Honza se mezitím do Kláry zamiluje, na tu si však klade nárok její záletnický přítel (Tomáš Matonoha). Když vše spěje ke zdárnému konci, Honzu a Jirku konečně objeví dva policisté (Jiří Bábek a Kamil Švejda), kteří se je snažili najít už od jejich odjezdu z Prahy.
Jirkovi se podaří utéct, Honza však zůstává, je zatčen a odsouzen. Později, snad po odpykání trestu, se vrací zpět na Moravu do dědečkova domu, kde na něj čeká Klára.